# Kenta Chiba
Kenta Chiba (en japonés: 千葉健太, Chiba Kenta; Osaka, 4 de abril de 1996) es un deportista japonés que compite en gimnasia artística. Ganó una medalla de oro en el Campeonato Mundial de Gimnasia Artística de 2023, en la prueba por equipos.

## Palmarés internacional
| Campeonato Mundial | Campeonato Mundial | Campeonato Mundial | Campeonato Mundial   |
| Año                | Lugar              | Medalla            | Prueba               |
| ------------------ | ------------------ | ------------------ | -------------------- |
| 2023               | Amberes (Bélgica)  | Medalla de oro     | Concurso por equipos |